# Challenge des Amériques masculin de hockey sur gazon 2024
Navigation
Lima 2021 2028
Le Challenge des Amériques masculin de hockey sur gazon 2024 se déroule à Lima au Pérou du 6 au 14 septembre 2024.

## Équipes qualifiées
Les quatre équipes ont été choisies par la Fédération panaméricaine de hockey pour participer à la compétition :
- Guatemala
- Paraguay
- Pérou
- Trinité-et-Tobago

## Premier tour

### Déroulement
Les quatre participants qui sont répartis en un seul groupe de 4 équipes concourent pour une place à la Coupe des Amériques 2025. Le format est celui d'un tournoi toutes rondes : chaque équipe joue deux matchs contre les trois autres équipes du même groupe,.
À l'issue du premier tour, les deux premiers s'affrontent en finale tandis que les deux derniers s'affrontent dans un match pour la 3e place.

### Tournoi toutes rondes
Légende :
- Finale
- Match pour la 3e place

| Rang | Équipe            | Pts | J | G | N | P | Bp | Bc | Diff |
| ---- | ----------------- | --- | - | - | - | - | -- | -- | ---- |
| 1    | Trinité-et-Tobago | 18  | 6 | 6 | 0 | 0 | 54 | 2  | +52  |
| 2    | Pérou H           | 9   | 6 | 3 | 0 | 3 | 11 | 10 | +1   |
| 3    | Guatemala         | 9   | 6 | 3 | 0 | 3 | 5  | 26 | -21  |
| 4    | Paraguay          | 0   | 6 | 0 | 0 | 6 | 2  | 34 | -32  |

| 6 septembre 2024  | Guatemala         | 2 - 1  | Paraguay          |
| 6 septembre 2024  | Trinité-et-Tobago | 2 - 0  | Pérou             |
| 7 septembre 2024  | Trinité-et-Tobago | 9 - 0  | Guatemala         |
| 7 septembre 2024  | Paraguay          | 0 - 3  | Pérou             |
| 8 septembre 2024  | Paraguay          | 0 - 13 | Trinité-et-Tobago |
| 8 septembre 2024  | Guatemala         | 1 - 5  | Pérou             |
| 10 septembre 2024 | Guatemala         | 1 - 0  | Paraguay          |
| 10 septembre 2024 | Trinité-et-Tobago | 6 - 1  | Pérou             |
| 11 septembre 2024 | Trinité-et-Tobago | 11 - 0 | Guatemala         |
| 11 septembre 2024 | Paraguay          | 0 - 2  | Pérou             |
| 13 septembre 2024 | Paraguay          | 1 - 13 | Trinité-et-Tobago |
| 13 septembre 2024 | Guatemala         | 1 - 0  | Pérou             |

| Match 1                | Guatemala                     | 2 - 1   | Paraguay     |                                            |                                            |
| 6 septembre 2024 13h00 | Monterroso 12e · Calderón 39e | (1 - 1) | 9e Rodríguez | Arbitrage : Guillermo Poblete Kevin George | Arbitrage : Guillermo Poblete Kevin George |
| 6 septembre 2024 13h00 | Rapport                       |         |              | Arbitrage : Guillermo Poblete Kevin George | Arbitrage : Guillermo Poblete Kevin George |

| Match 2                | Pérou   | 0 - 2   | Trinité-et-Tobago |                                    |                                    |
| 6 septembre 2024 15h15 |         | (0 - 0) | 39e, 53e Marcano  | Arbitrage : Ridge Bair Oliver Höck | Arbitrage : Ridge Bair Oliver Höck |
| 6 septembre 2024 15h15 | Rapport |         |                   | Arbitrage : Ridge Bair Oliver Höck | Arbitrage : Ridge Bair Oliver Höck |

| Match 3                | Guatemala | 0 - 9   | Trinité-et-Tobago                                                                 |                                             |                                             |
| 7 septembre 2024 13h00 |           | (0 - 3) | 5e, 10e, 27e, 35e Marcano · 34e Grant · 39e, 45e Wren · 42e De Lisle · 46e Vieira | Arbitrage : Juan Pedro Rodríguez Ridge Bair | Arbitrage : Juan Pedro Rodríguez Ridge Bair |
| 7 septembre 2024 13h00 | Rapport   |         |                                                                                   | Arbitrage : Juan Pedro Rodríguez Ridge Bair | Arbitrage : Juan Pedro Rodríguez Ridge Bair |

| Match 4                | Pérou                          | 3 - 0   | Paraguay |                                         |                                         |
| 7 septembre 2024 15h15 | Dennison 42e · Huanca 44e, 48e | (0 - 0) |          | Arbitrage : Rodwel Borrayo Kevin George | Arbitrage : Rodwel Borrayo Kevin George |
| 7 septembre 2024 15h15 | Rapport                        |         |          | Arbitrage : Rodwel Borrayo Kevin George | Arbitrage : Rodwel Borrayo Kevin George |

| Match 5                | Trinité-et-Tobago                                                                                            | 13 - 0  | Paraguay |                                              |                                              |
| 8 septembre 2024 10h30 | Marcano 2e, 14e, 34e, 50e, (2x)60e · Daniel 7e, 33e · Grant 18e, 51e · De Lisle 25e · Wren 38e · Phillip 39e | (5 - 0) |          | Arbitrage : Rodwel Borrayo Guillermo Poblete | Arbitrage : Rodwel Borrayo Guillermo Poblete |
| 8 septembre 2024 10h30 | Rapport |         |          | Arbitrage : Rodwel Borrayo Guillermo Poblete | Arbitrage : Rodwel Borrayo Guillermo Poblete |

| Match 6                | Pérou                                                    | 5 - 1   | Guatemala |                                              |                                              |
| 8 septembre 2024 12h45 | Aldana 3e · Huanca 5e · Rehder 7e · Vives 34e · Diaz 54e | (3 - 0) | 37e Palma | Arbitrage : Juan Pedro Rodríguez Oliver Höck | Arbitrage : Juan Pedro Rodríguez Oliver Höck |
| 8 septembre 2024 12h45 | Rapport                                                  |         |           | Arbitrage : Juan Pedro Rodríguez Oliver Höck | Arbitrage : Juan Pedro Rodríguez Oliver Höck |

| Match 7                 | Guatemala   | 1 - 0   | Paraguay |                                     |                                     |
| 10 septembre 2024 10h30 | Calderón 9e | (1 - 0) |          | Arbitrage : Ridge Bair Kevin George | Arbitrage : Ridge Bair Kevin George |
| 10 septembre 2024 10h30 | Rapport     |         |          | Arbitrage : Ridge Bair Kevin George | Arbitrage : Ridge Bair Kevin George |

| Match 8                 | Pérou      | 1 - 6   | Trinité-et-Tobago                                   |                                           |                                           |
| 10 septembre 2024 12h45 | Huanca 12e | (1 - 2) | 15e Daniel · 25e, 50e, 51e, 53e Marcano · 57e Grant | Arbitrage : Guillermo Poblete Oliver Höck | Arbitrage : Guillermo Poblete Oliver Höck |
| 10 septembre 2024 12h45 | Rapport    |         |                                                     | Arbitrage : Guillermo Poblete Oliver Höck | Arbitrage : Guillermo Poblete Oliver Höck |

| Match 9                 | Guatemala | 0 - 11  | Trinité-et-Tobago                                                                               |                                                    |                                                    |
| 11 septembre 2024 10h30 |           | (0 - 6) | 7e, 56e Vieira · 12e Whiteman · 13e Francis · 17e, 18e, 30e, 51e Marcano · 44e, 49e, 58e Daniel | Arbitrage : Juan Pedro Rodríguez Guillermo Poblete | Arbitrage : Juan Pedro Rodríguez Guillermo Poblete |
| 11 septembre 2024 10h30 | Rapport   |         |                                                                                                 | Arbitrage : Juan Pedro Rodríguez Guillermo Poblete | Arbitrage : Juan Pedro Rodríguez Guillermo Poblete |

| Match 10                | Pérou                   | 2 - 0   | Paraguay |                                      |                                      |
| 11 septembre 2024 12h45 | Aldana 39e · Huanca 41e | (0 - 0) |          | Arbitrage : Oliver Höck Kevin George | Arbitrage : Oliver Höck Kevin George |
| 11 septembre 2024 12h45 | Rapport                 |         |          | Arbitrage : Oliver Höck Kevin George | Arbitrage : Oliver Höck Kevin George |

| Match 11                | Trinité-et-Tobago                                                                                         | 13 - 1  | Paraguay    |                                                 |                                                 |
| 13 septembre 2024 10h30 | Daniel 1e · Marcano 3e, 14e, 15e, 19e, 32e, 48e, 52e · Grant 25e, 31e · Vieira 29e · Wren 39e · Singh 48e | (7 - 0) | 60e Samudio | Arbitrage : Rodwel Borrayo Juan Pedro Rodríguez | Arbitrage : Rodwel Borrayo Juan Pedro Rodríguez |
| 13 septembre 2024 10h30 | Rapport                                                                                                   |         |             | Arbitrage : Rodwel Borrayo Juan Pedro Rodríguez | Arbitrage : Rodwel Borrayo Juan Pedro Rodríguez |

| Match 12                | Pérou   | 0 - 1   | Guatemala    |                                          |                                          |
| 13 septembre 2024 12h45 |         | (0 - 0) | 57e González | Arbitrage : Guillermo Poblete Ridge Bair | Arbitrage : Guillermo Poblete Ridge Bair |
| 13 septembre 2024 12h45 | Rapport |         |              | Arbitrage : Guillermo Poblete Ridge Bair | Arbitrage : Guillermo Poblete Ridge Bair |

## Phase de classement

### Déroulement
Les deux équipes qui sont encore en course pour une place à la Coupe des Amériques 2025 s'affrontent en finale de la compétition. À l'issue de la finale, le vainqueur se qualifie pour la Coupe des Amériques 2025.

### Match pour la troisième place
| Match 13                | Guatemala    | 1 - 2   | Paraguay                    |                                     |                                     |
| 14 septembre 2024 12h00 | Calderón 35e | (0 - 0) | 49e Romero · 60e Villamayor | Arbitrage : Ridge Bair Kevin George | Arbitrage : Ridge Bair Kevin George |
| 14 septembre 2024 12h00 | Rapport      |         |                             | Arbitrage : Ridge Bair Kevin George | Arbitrage : Ridge Bair Kevin George |

### Finale
| Match 14                | Pérou   | 0 - 6   | Trinité-et-Tobago                                  |                                              |                                              |
| 14 septembre 2024 14h30 |         | (0 - 1) | 3e, 33e, 41e Vieira · 41e Grant · 47e, 59e Marcano | Arbitrage : Juan Pedro Rodríguez Oliver Höck | Arbitrage : Juan Pedro Rodríguez Oliver Höck |
| 14 septembre 2024 14h30 | Rapport |         |                                                    | Arbitrage : Juan Pedro Rodríguez Oliver Höck | Arbitrage : Juan Pedro Rodríguez Oliver Höck |

## Statistiques

### Buteurs

#### 29 buts
- Teague Marcano

#### 7 buts
- Shaquille Daniel
- Nicholas Grant
- Jordan Vieira

#### 5 buts
- Daniel Huanca

#### 4 buts
- Jovan Wren

#### 3 buts
- Abel Calderón

#### 2 buts
- Fernando Aldana
- Sheldon de Lisle

#### 1 but
- Gari Palma
- Didier Monterroso
- Edwin González
- Junior Rodríguez
- Diego Romero
- Mathias Samudio
- Santiago Villamayor
- Sebastian Dennison
- Rodrigo Diaz Espinosa
- Daniel Rehder
- Alberto Vives
- Dylan Francis
- Shawn Phillip
- Tarell Singh
- Nicholas Whiteman

### Classement final
| Rang                         | Équipe            | J | G | N | P | BP | BC | +/- | Pts | Classement mondial FIH | Classement mondial FIH | Classement mondial FIH |
| Rang                         | Équipe            | J | G | N | P | BP | BC | +/- | Pts | Avant                  | Après                  | +/-                    |
| ---------------------------- | ----------------- | - | - | - | - | -- | -- | --- | --- | ---------------------- | ---------------------- | ---------------------- |
| Médaille d'or, Amérique      | Trinité-et-Tobago | 7 | 7 | 0 | 0 | 60 | 2  | +58 | 21  | 50                     | 36                     | +14                    |
| Médaille d'argent, Amérique  | Pérou H           | 7 | 3 | 0 | 4 | 11 | 16 | -5  | 9   | 84                     | 83                     | +1                     |
| Médaille de bronze, Amérique | Paraguay          | 7 | 1 | 0 | 6 | 4  | 35 | -31 | 3   | 79                     | 90                     | -11                    |
| 4                            | Guatemala         | 7 | 3 | 0 | 4 | 6  | 28 | -22 | 9   | 48                     | 61                     | -13                    |

|  | Nation qualifiée pour la Coupe des Amériques 2025 |